# Paea
Il comune di Paea si trova in Polinesia francese nell'isola di Tahiti nelle Isole del Vento.
Il suo punto più alto è il monte Mahutaa (1501 m).